# Le Secret des Incas
Pour plus de détails, voir Fiche technique et Distribution.
Le Secret des Incas (titre original : Secret of the Incas) est un film américain de Jerry Hopper sorti en 1954. Produit par Paramount Pictures, c'est le premier film hollywoodien tourné en extérieurs au Pérou et le second de l'actrice française Nicole Maurey à Hollywood. Secret of Incas est la matrice de la saga  des Indiana Jones. C’est par ailleurs l’un des quelques films dans lesquels apparaît la chanteuse péruvienne Yma Sumac (elle y interprète trois titres tirés de son premier disque : Taita Inty, Tumpa ! et Ataypura !).

## Synopsis
Harry Steele, ancien pilote de guerre, est sur la piste d'un bijou inca au Pérou. Pour se rendre à destination, il embarque dans  l'avion d'un diplomate en compagnie d´une mystérieuse réfugiée roumaine. Une fois sur place, il rencontre le Dr Moorehead qui effectue déjà des travaux archéologiques dans le site du Machu Picchu.

## Fiche technique
- Titre original : Secret of the Incas
- Réalisation : Jerry Hopper
- Scénario : Ranald MacDougall d'après une histoire de Sydney Boehm
- Directeur de la photographie : Lionel Lindon
- Décors : Sam Comer et Frank R.McKelvy
- Direction Artistique : Tambi Larsen et Hal Pereira
- Costumes : Edith Head
- Maquillages : Wally Westmore
- Montage : Eda Warren
- Musique : David Buttolph
- Production : Mel Epstein
- Genre : Film d'aventure
- Pays de production :  États-Unis
- Durée : 100 minutes
- Dates de sortie :
  - États-Unis : 6 juin 1954
  - France : 27 mai 1955
- Affiche : Boris Grinsson (France)

## Distribution
- Charlton Heston (VF : Raymond Loyer) : Harry Steele
- Robert Young (VF : Lucien Bryonne) : Dr Stanley Moorehead
- Nicole Maurey (VF : Elle-même) : Elena Autonescu
- Thomas Mitchell (VF : Raymond Rognoni) : Ed Morgan
- Glenda Farrell (VF : Renée Regnard) : Mrs. Winston
- Michael Pate (VF : Pierre Leproux) : Pachacutec
- Leon Askin (VF : Frédéric O'Brady) : Anton Marcu
- William Henry (VF : Maurice Dorléac) : Philip Lang
- Kurt Katch (VF : Émile Duard) : l'homme à la carabine
- Edward Colmans : Colonel Emilio Cardoza
- Yma Sumac (VF : Jacqueline Ferrière) : Kori-Tica
- Booth Colman (VF : Yves Furet) : Juan Fernandez, le guide
- Marion Ross (VF : Renée Simonot) : Miss Morris
- Geraldine Hall (VF : Henriette Marion) : Mrs. Richmond
- Grandon Rhodes (VF : Jacques Berlioz) : M. Winston
- Alvy Moore (VF : Serge Lhorca) : le jeune homme au bar
- John Marshall (VF : Ulric Guttinger) : Charlie

Version française sous la direction d'Isy Pront, assisté d'André Gerbel. Adaptation française de Charles Vinci.
Post-synchronisé à Franstudio - St Maurice (Seine).
Enregistrement Sonore Poste Parisien.
Ingénieur du son : R. Panier
Assisté de R. Boucher

## Influence
Ce film est l'une des sources cinématographiques de George Lucas et Steven Spielberg pour le personnage d'Indiana Jones. D'ailleurs le costume mythique d'Indiana Jones est pratiquement identique à celui de Harry Steele. Curieusement Le secret des Incas n'est cité dans aucun des génériques des quatre films de la saga des Indiana Jones. Curieusement aussi Charlton Heston ne parle pas du tout de ce film dans son autobiographie.